# Gilles De Bilde
Gilles De Bilde (Zellik, 9 de junho de 1971) é um ex-futebolista belga.